# Waukegan
Waukegan – miasto w Stanach Zjednoczonych, w stanie Illinois, nad jeziorem Michigan, w obszarze metropolitalnym Chicago. Według danych z 2023 roku, liczy 87,6 tys. mieszkańców i jest 10. co do wielkości miastem stanu Illinois. Znajduje się około 50 km na północ od Chicago, w pobliżu granicy ze stanem Wisconsin. Jest jednym z nielicznych miast w stanie Illinois, z większością latynoską.
W mieście rozwinął się przemysł metalowy, farmaceutyczny oraz drzewny.

## Ludność
Według danych pięcioletnich z 2022 roku, 52,6% mieszkańców stanowili Latynosi, 19,2% identyfikowało się jako biali niebędący Latynosami, 18,2% stanowili czarni lub Afroamerykanie, 17,6% było rasy mieszanej, 7,2% miało pochodzenie azjatyckie (głównie Filipińczycy), 1,2% to rdzenni Amerykanie i 0,03% pochodziło wysp Pacyfiku. 29,7% mieszkańców urodziło się poza granicami Stanów Zjednoczonych. 

## Osobistości

### Jack Benny
Jack Benny spędził tutaj dzieciństwo. W miasteczku jest jego pomnik, a jego imię nosi szkoła średnia.

### Ray Bradbury
Ray Bradbury urodził się w Waukegan, wiele czasu spędził w miejscowej Bibliotece Carnegiego, którą opisał w powieści Jakiś potwór tu nadchodzi. Później opisał Waukegan jako Green Town w opowiadaniach i w powieściach Słoneczne wino i Farewell Sommer. Waukegan wspomniał w wierszu Byzantium, I come not from.